# Donja Močila
Donja Močila (szerbül: Доња Мочила), falu Bosznia-Hercegovinában, Brod községben, a Szerb Köztársaság északi régiójában. 

## Fekvése
A település Bosznia-Hercegovina északi részén, Dobojtól légvonalban 43, közúton 62 km-re északra, községközpontjától légvonalban 3, közúton 4 km-re délre, a Száva jobb partja közelében fekvő hordaléksíkságon, 88 méteres magasságban fekszik.

## Népessége
| Nemzetiségi csoport | Népesség 1991 | Népesség 2013 |
| ------------------- | ------------- | ------------- |
| Szerb               | 212           | 200           |
| Bosnyák             | 78            | 26            |
| Horvát              | 290           | 15            |
| Jugoszláv           | 72            | 0             |
| Egyéb               | 7             | 3             |
| Összesen            | 659           | 244           |

## Története
A település 1878-ig tartozott az Oszmán Birodalomhoz. Ekkor a berlini kongresszus határozata alapján az Osztrák-Magyar Monarchia része lett. 1879-ben az első osztrák-magyar népszámlálás során a Brodi járáshoz tartozó Močilo településnek 68 háztartása, 207 ortodox és 205 római katolikus lakosa volt. 1910-ben a Brodi járáshoz tartozó településen 42 háztartást, 123 római katolikus, 193 ortodox, 11 izraelita és 2 evangélikus lakost találtak. A monarchia szétesésével 1918-ban előbb a Szerb-Horvát-Szlovén Királyság, majd 1929-től a Jugoszláv Királyság része lett. 1921-ben a Brod járáshoz tartozó településnek már 318 lakosa volt, közülük 191 ortodox és 127 római katolikus volt. Az 1929-es törvény értelmében, amikor Bosznia-Hercegovinát négy banovinára, Drinskára, Vrbaskára, Zetskára és Primorskára osztották, a település a Vrbaska banovina (Orbászi Bánság) része lett, amelynek székhelye Banja Luka volt. 1939-ben a közigazgatás átszervezésével a Hrvatska banovina (Horvát Bánság) része lett.
A második világháborúban Jugoszlávia megszállása után a Független Horvát Állam (NDH) része lett. A második világháború után 1992-ig a település a szocialista Jugoszlávia keretében a Bosznia-Hercegovinai Népköztársaság része volt. A boszniai háborút lezáró daytoni békeszerződés rendelkezése alapján az ország területét felosztották a Bosznia-hercegovinai Föderáció és a boszniai Szerb Köztársaság között. A békeszerződés utáni területmegosztási megállapodás értelmében a település a Boszniai Szerb Köztársasághoz került.